# Open loge

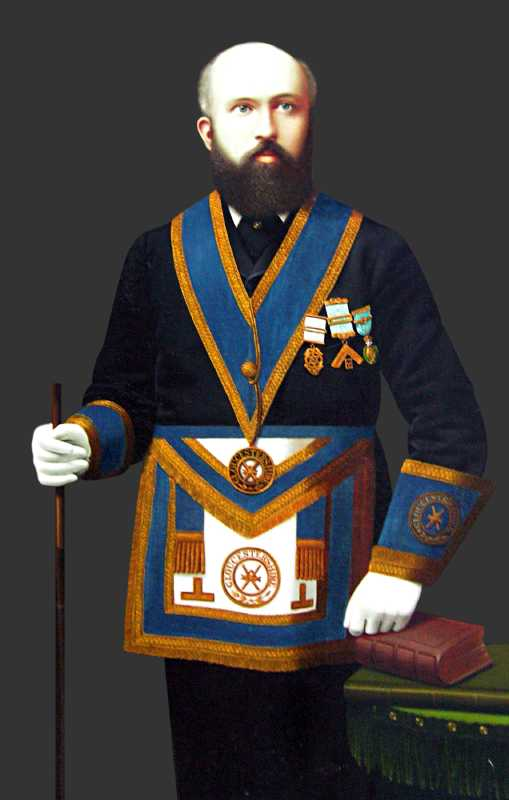
vrijmetselaar in rituele kleding, 19e eeuw

Een Open loge is een bijeenkomst in een vrijmetselaarsloge waarbij een ritueel opgevoerd wordt. Dit gebeurt bij terugkerende gebeurtenissen in de loge zoals:
- de inwijding van een nieuwe leerling
- de bevordering van een leerling tot gezel
- de verheffing van een gezel tot meester
- de opening van het maçonnieke werkjaar
- de viering van de zomer- en de winterzonnewende (in vrijmetselaarsjargon: zomer en winter Sint-Jan)
- het overlijden van een logebroeder, een zogeheten rouwloge.

Sommige loges vieren ook de lente- of de herfstequinox. Daarnaast zijn er rituelen voor speciale gelegenheden als de oprichting van een nieuwe loge.
De rituelen kenmerken zich door veel symboliek in tekst, handelingen en muziek. De opening en sluiting vindt volgens een vaste rite plaats. Alle aanwezigen zijn formeel gekleed in smoking of rokkostuum en dragen maçonnieke attributen als schootsvel en handschoenen. De leden van het logebestuur dragen een cordon met een juweel, dit laatste staat symbool voor hun functie.
Het ritueel wordt geleid door de voorzittend meester van de loge of diens plaatsvervanger. Indien gewenst kunnen leden van het hoofdbestuur van de Orde der Vrijmetselaren de leiding over de open loge op zich nemen.
"Open loge" wil overigens niet zeggen dat de bijeenkomst toegankelijk is voor buitenstaanders, dergelijke zittingen zijn uitsluitend toegankelijk voor vrijmetselaars.  Een bijzondere variant is een veldloge, dit wil zeggen dat het ritueel wordt opgevoerd in een - besloten - locatie buiten het logegebouw. 
Na afloop van het ritueel vindt er - behalve bij een rouwloge - een gezamenlijke maaltijd plaats, een zogeheten tafelloge of broedermaal. 
Vrijmetselarij · Beginselen · Geschiedenis · Symbolen · Vrijmetselaarsloge · Ordegrondwet · Obediëntie · Regulariteit en irregulariteit · Ritus · Graden · Grootmeester · Gemengde vrijmetselarij · Para-vrijmetselarij · Antivrijmetselarij · Vrijmetselarij in Nederland · Vrijmetselarij in België
>>> Meer info op Portaal:Vrijmetselarij <<<